# Il ratto di Europa (Serov)
Il ratto di Europa (in russo Похищение Европы?, Pochiščenie Evropy) è un dipinto del pittore russo Valentin Aleksandrovič Serov, dipinto nel 1910, un anno prima della sua morte. Ne esistono varie versioni, tra le quali la più celebre è quella della galleria Tret'jakov di Mosca.

## Storia

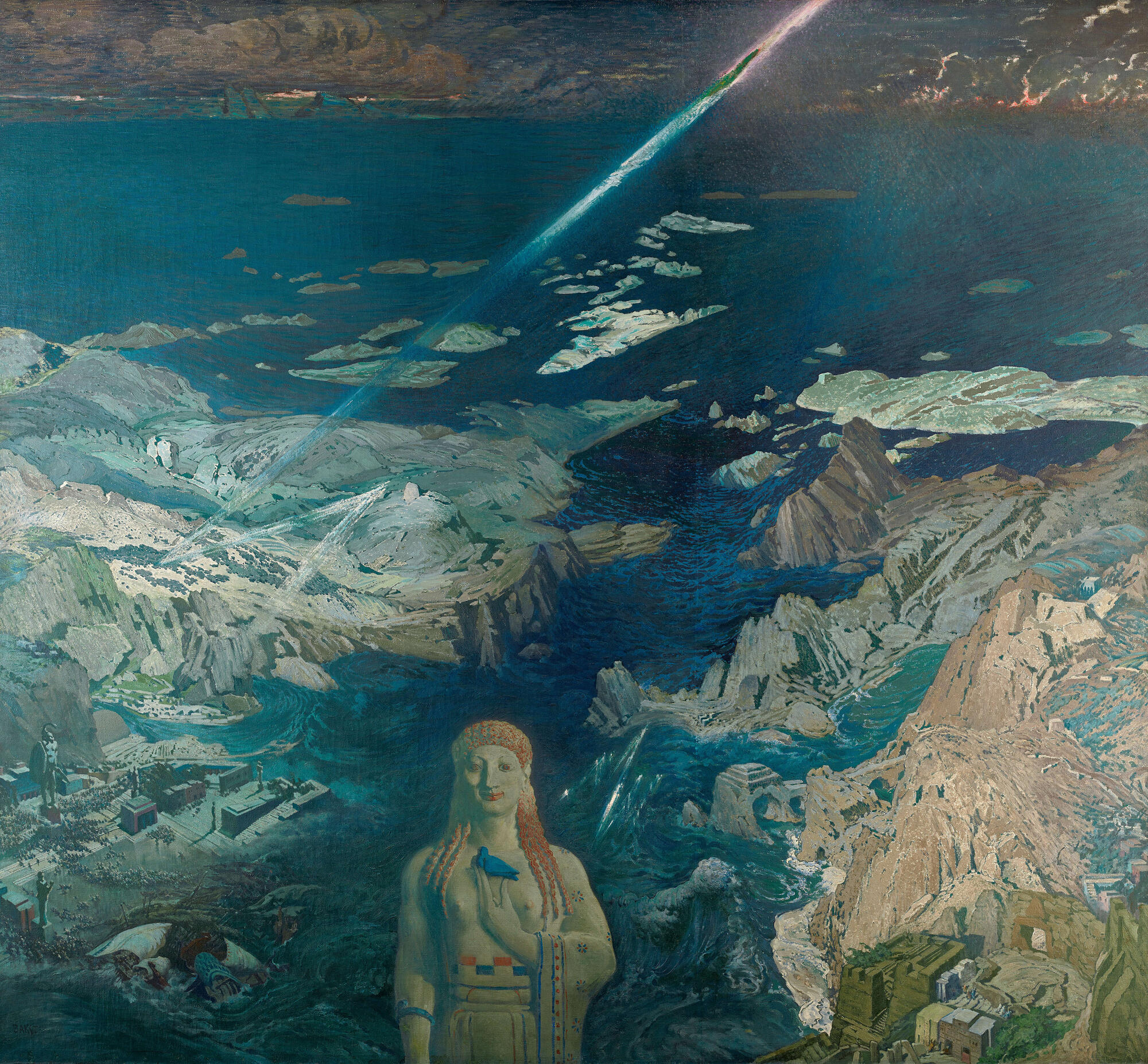
Léon Bakst, Terror antiquus, 1908

L'idea di realizzare una tela sul ratto di Europa venne in mente a Valentin Serov dopo che fece un viaggio in Grecia con il suo amico Léon Bakst nel maggio del 1907. Visitando Creta, scoprirono le vestigia archeologiche del palazzo di Cnosso, i suoi affreschi e i monumenti della cultura cretese, la civiltà minoica. Si presuppone che questo viaggio sia stato loro offerto per lavorare a dei dipinti destinati al museo di belle arti di Mosca. Il quadro Terror Antiquus del 1908 si riferisce a questo approccio.
Il quadro seroviano, d'altra parte, ricorda più dei pannelli decorativi monumentali piuttosto che la pittura su cavalletto. Il dipinto di Bakst, Terror Antiquus, è completamente diverso. L'opera descrive una civiltà antica al momento della sua scomparsa. Si tratta di un pannello decorativo nel quale la prospettiva vertiginosa crea un effetto surrealista.

## Soggetto
Il soggetto del dipinto scelto da Serov, tratto dalla mitologia greca antica, è tra i temi più popolari della storia dell'arte legati all'antichità. Zeus si innamora di Europa, la figlia del re fenicio Agenore. La principessa gioca con delle amiche sulla spiaggia quando il dio appare con l'aspetto di un bel toro. Le ragazze giocano con il toro e gli abbelliscono le corna con delle ghirlande di fiori. Quando Europa decide di sedersi sulla schiena del toro, questi salta in mare, portando la principessa nell'isola di Creta. Lì diverrà la sua sposa e gli darà tre figli che diventeranno tutti e tre degli eroi.

## Descrizione

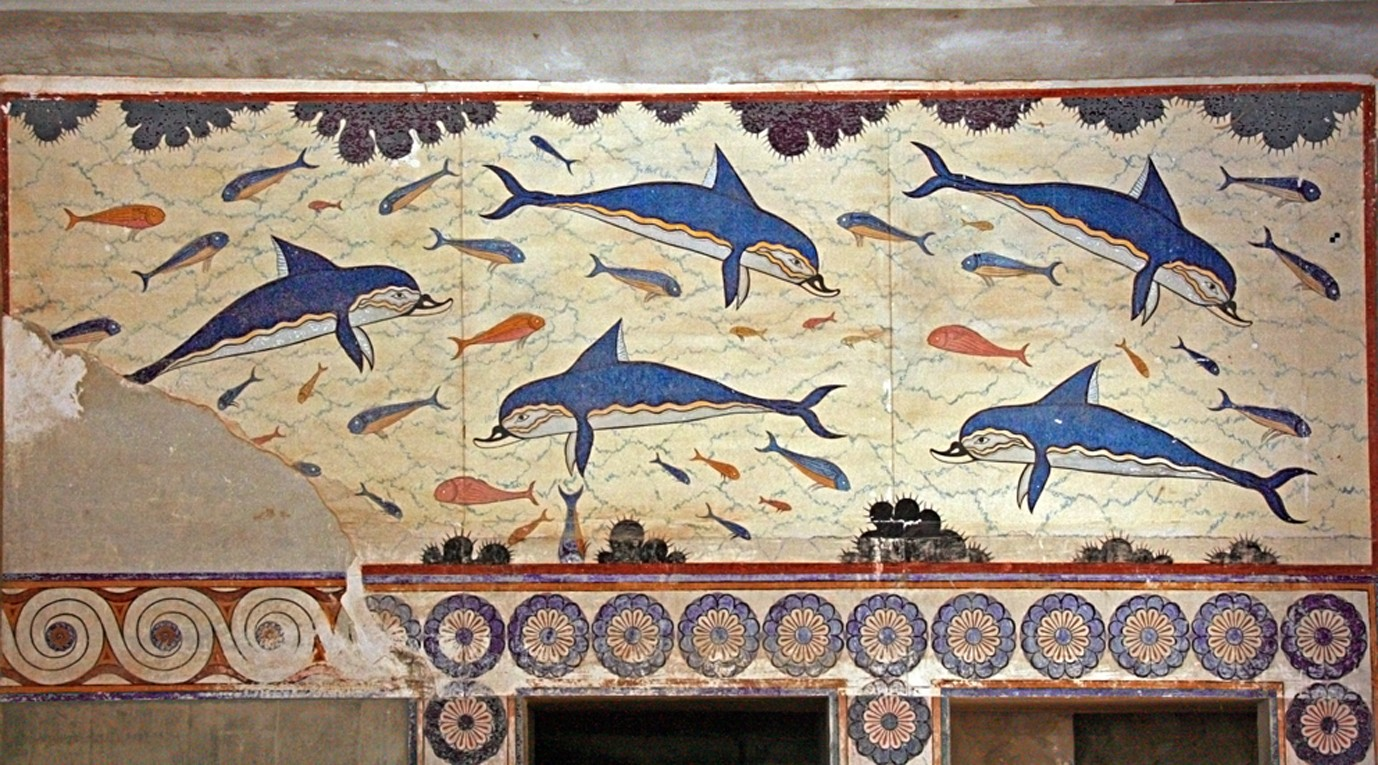
I delfini del palazzo di Cnosso.

Adoperando la tecnica dell'Art nouveau, Serov creò un dipinto originale, lontano dai canoni accademici, che come soggetto ha degli eroi antichi che danno un'impressione di atemporalità. Europa e Zeus, infatti, sono raffigurati secondo uno stile arcaico: la donna richiama le korai di epoca arcaica, mentre il toro ha l'aspetto di quello del celebre Affresco della taurocatapsia dal palazzo minoico. Anche i delfini richiamano quelli del palazzo cnossiano. Egli si decise rapidamente sulla sua tecnica compositiva. Fissò la linea dell'orizzonte assai in alto e dispose il movimento in diagonale in rapporto a questa.
Durante gli anni 1909 e 1910, Serov continuò le sue ricerche su questo genere monumentale i cui elementi sono interconnessi tra loro su larga scala. Trasformò, allungandole, le siluette dei delfini e del toro per sottolineare la dinamica del movimento dell'insieme del quadro. Questo dona ai suoi soggetti un'elasticità e un dinamismo sbalorditivi. Il cielo e il mare sono come solcati da una marea crescente. Il mare è agitato dalle onde che si alzano. I delfini sottolineano con la loro leggerezza la potenza dinamica del Zeus toro che avanza in acqua.
Per i colori, Serov utilizzò la gamma che gli piaceva in questo periodo della sua vita e quindi la disposizione è originale. Anzi, il toro non lo realizzò con il pelo bianco, ma rosso, quando nella mitologia Zeus assumeva la forma di un toro bianco. Questa macchia rossa su uno sfondo marino blu e viola è inattesa ed espressiva. Sebbene le idee innovative che emergevano dal dipinto non potessero essere espresse ulteriormente, a causa della morte di Serov nel 1911, un anno dopo la realizzazione dell'opera, i critici concordano sul fatto che nel Ratto d'Europa Serov non avesse trovato solo un nuovo modo di espressione propria, ma anche delle nuove prospettive di espressione pittorica nell'arte.

## Versioni

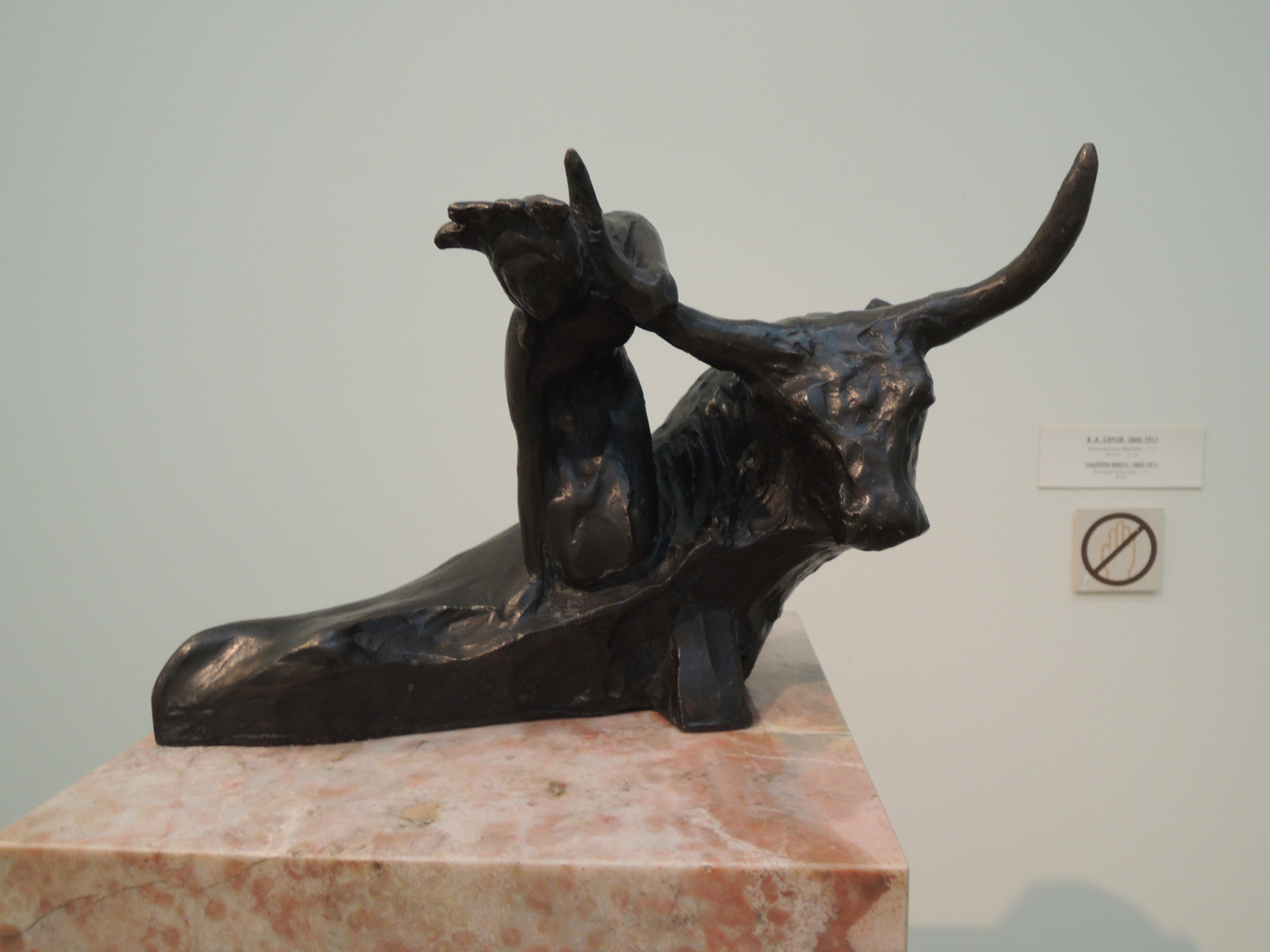
La versione scultorea in bronzo, conservata nel museo russo

Secondo la maggior parte dei critici, Serov realizzò sei versioni di quest'opera. Oltre alla variante più nota della galleria Tret'jakov, esistono due schizzi di dimensioni simili conservati uno nella medesima galleria e l'altro nel museo russo (40 × 52 cm, tempera e guazzo su cartone). Sempre nel museo russo si trova una piccola versione scultorea della composizione. La maggior parte delle versioni dell'opera sono state conservate fino al 1996 dagli eredi dell'artista. Dal 1996, in seguito a un accordo con la galleria Tret'jakov, gli eredi consentirono che le opere venissero esposte in una galleria. Nel 1999, una versione venne venduta dagli eredi a un collezionista privato di nome Vjačeslav Kantor.

## Galleria d'immagini

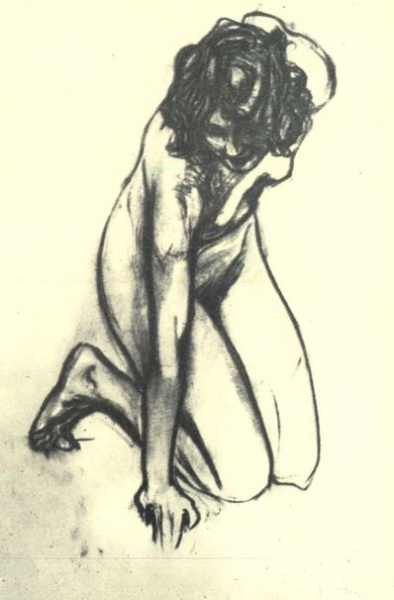
Uno studio per la figura di Europa
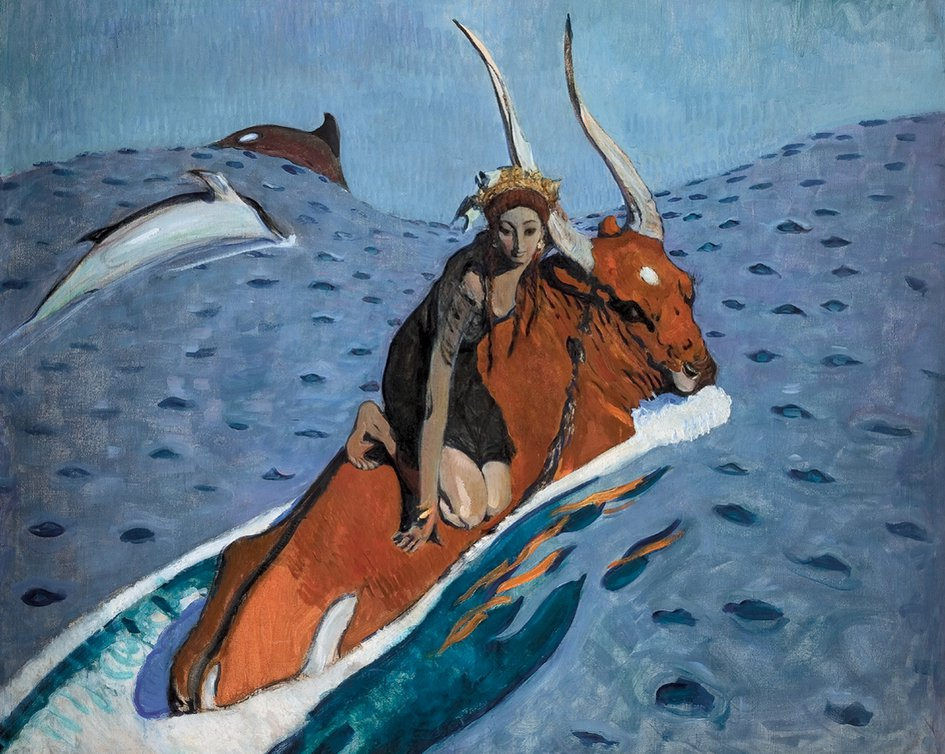
La versione del museo dell'avanguardia, una collezione privata
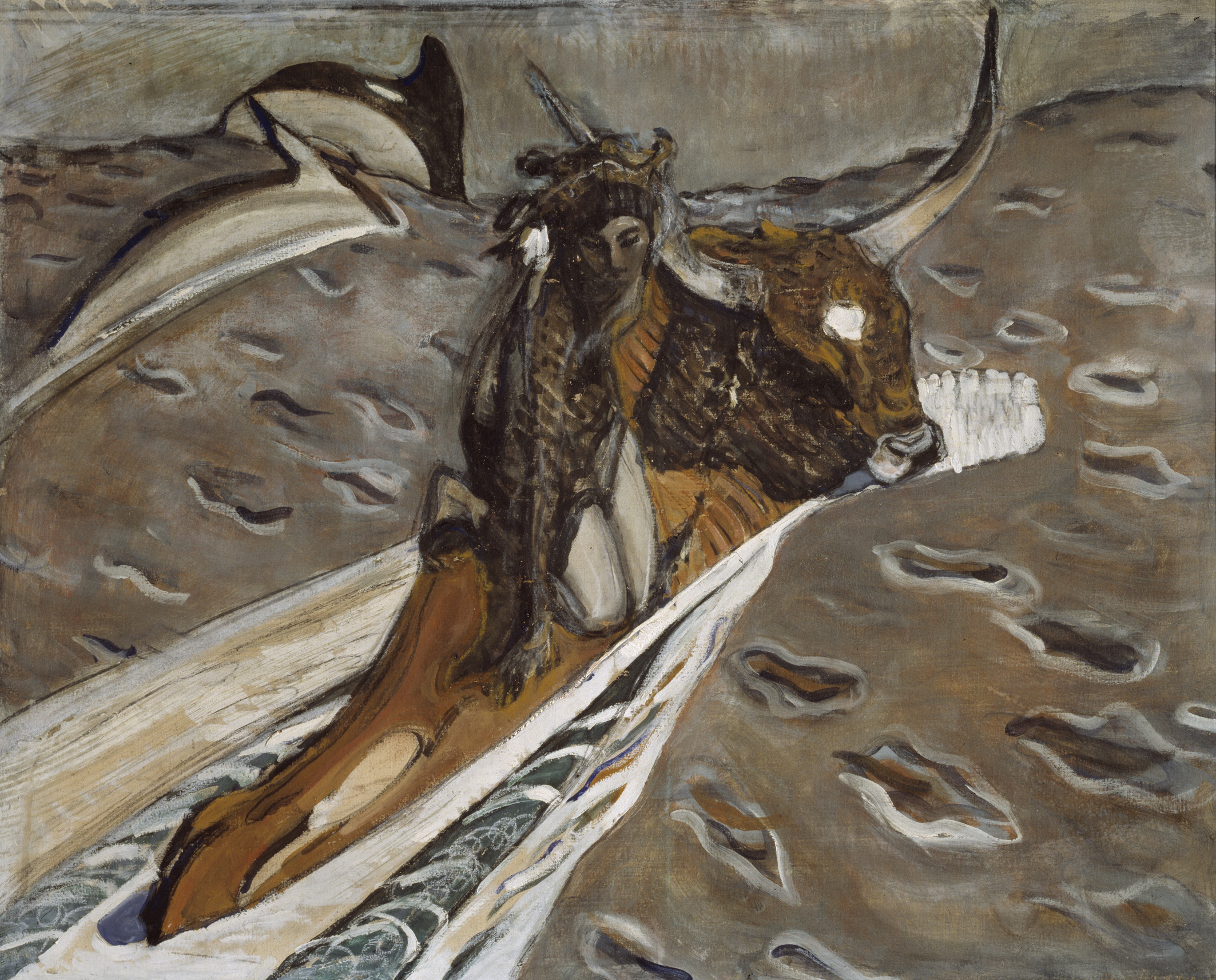
Lo schizzo conservato nella galleria Tret'jakov